# Den Hellige Stol
Den Hellige Stol (Latin: Sancta Sedes, Sedes apostolica, pavestolen) er betegnelsen for bispesædet i Rom, der er den øverste embedsfunktion i den katolske kirke. Det bruges om pavemagten, når der henvises til paveembedet, ikke den for øjeblikket siddende pave[kilde mangler]. Den Hellige Stol svarer til begreber som Justitsministeriet og Dommeren i Tønder, hvor der er tale om funktionen, snarere end om de konkrete udøvere af funktionen.
Den Hellige Stol regerer over et lille territorium i Rom, Vatikanstaten, der blev etableret ved Laterantraktaten af 1929 med henblik på at "sikre Den Hellige Stols absolutte og synlige suverænitet". Ofte[kilde mangler] opfattes landet Vatikanstaten som synonymt med Den Hellige Stol, men dette er ikke korrekt[kilde mangler]. I diplomatisk henseende bør skelnes mellem Den Hellige Stol og Vatikanstaten[kilde mangler]. Det er Den Hellige Stol, ikke Vatikanstaten, der er en vigtig aktør på den internationale scene[kilde mangler].
Den Hellige Stol har diplomatiske forbindelser med næsten alle verdens lande. Kina er en markant undtagelse, hvilket bl.a. har baggrund i, at Den Hellige Stol anerkender Taiwan som en selvstændig stat. En ambassadør for Den Hellige Stol benævnes nuntius.
Den hellige Stol er en meget aktiv deltager i arbejdet i FN og andre andre internationale organisationer.
Mange lande har særlige ambassadører i Rom, som er akkrediteret til Den Hellige Stol. En ambassadør, der er akkrediteret til Italien, kan ikke samtidig være akkrediteret til Den Hellige Stol[kilde mangler]. Derimod kan en ambassadør i et andet land end Italien godt samtidig være sit lands ambassadør ved Den Hellige Stol. For Danmarks vedkommende varetages opgaven som ambassadør ved Den Hellige Stol af den danske ambassadør i Belgien .
I middelalderen blev der fra England, Danmark, Sverige, Norge, Polen og Preussen betalt en afgift til pavestolen, der fik betegnelsen Peterspenge (Denarius Sancti Petri) og som tidligere også blev betegnet romskud.